# 페퍼스 수도원
페퍼스 수도원(독일어: Kloster Pfäfers)은 스위스 장크트갈렌주의 바트 라가츠 근처 페퍼스에 있는 베네딕토회 수도원이었다. 산에 위치하여 장크트 피르민스베르크로도 알려져 있다.
타미나 계곡과 라인 계곡이 만나는 지점에 위치한 이곳은 종교적인 집이자 토지와 농노의 소유자로 번성했을 뿐만 아니라 쿠어-라에티아 지역의 정치적, 문화적 중심지로서 매우 중요했다.

## 역사

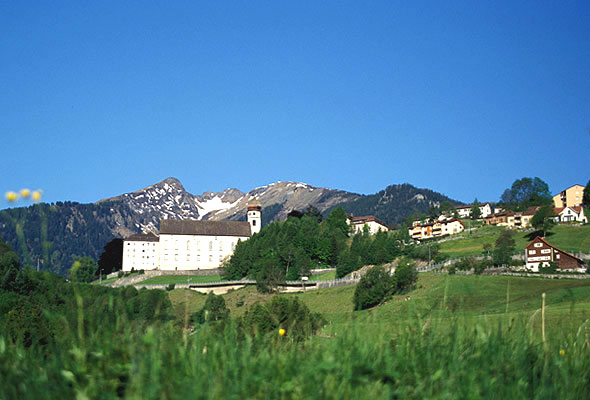
수도원과 바트 라가츠

### 중세시대
라이헤나우의 헤르만 연대기에 따르면 페퍼스 수도원은 731년 라이헤나우 수도원에서 파비리엔세 수도원(Monasterium Fabariense, 라틴어로 ‘콩밭’)로 설립되었다. 최초의 수도사들은 라이헤나우에서 왔다. 창립 전설은 순회 주교인 성 피르민에 관한 것으로 762년에 수도원에 대한 최초의 문서 언급이 있었다. 수도원은 쿤켈스 고개를 통해 그라우뷘덴주의 이탈리아로 가는 통로로 가는 중요한 경로를 통제했다. 주교가 있는 쿠어 이후 수도원은 쿠어-라에티아와 쿠어 교구에서 가장 중요한 종교 중심지였다. 이 지역의 많은 본당은 9세기와 10세기에 페퍼스에서 설립되었다. 수도원의 실질적인 영향력은 스위스 동부, 특히 베젠과 마이엔펠트 사이에 집중되었지만, 현재의 바덴-뷔르템베르크, 발브레갈리아, 핀시가우 및 티롤 백국령까지 이르렀다.
840년에 북부 이탈리아의 왕이자 명목상으로는 프랑크 왕국의 황제인 황제 로타리우스 1세가 수도원에 수도원장을 자유롭게 선출할 수 있는 권리를 보장했다. 이것은 861년에 확장되어 교회 면제와 왕실 보호를 포함했다. 프랑크 왕국의 어린 왕 루도비쿠스 4세 인판스는 905년에 페퍼스를 콘스탄츠의 주교이자 장크트갈렌의 대수도원장이었던 솔로몬 3세 주교에게 주었다. 914년에서 949년 사이에 장크트갈 수도원과 쿠어 주교는 수도원의 보호를 놓고 싸웠다. 신성로마제국의 황제 오토 1세는 949년에 수도사들이 수도원장을 자유롭게 선출할 수 있는 권리를 재확인시켜 주었다. 그러나 서임권 투쟁 동안 페퍼스는 다시 외국의 통제를 받게 되었다. 1095년에 하인리히 4세는 수도원을 바젤 교구에 양도했으며, 1114년에는 알자스의 라폴슈타인성을 위해 하인리히 5세와 수도원을 교환했다. 1116년 교황 파스칼 2세가 개입하여 수도원의 자유를 회복시켰다. 중세 초기에 페퍼스는 쿠어 교구에서 가장 중요한 수도원이자 이 지역의 지적 중심지로 남아 있었다. 가장 중요한 3개의 쿠어-라에티아 필사본은 페퍼스에서 작성되었다. 3개의 문서는 Liber Aureus (사원 역사의 주요 출처), Liber viventium (사원의 기념서)와 Vidimus Heider (사원의 두루마리 원고)이다.
1208년에 신성 로마 제국의 황제 오토 4세는 수도원의 포크타이(보호 직위)를 자스 남작 에게 넘겼고, 수도사들은 그에게 최소한 부분적인 충성을 맹세했다. 1257년, 수도원장 루돌프는 300 마르크에 그들의 자유를 되찾았고, 1261년에는 그것을 프로이덴베르크성의 빌덴베르크 영주에게 양도했다. 14세기에는 수도원과 상부 타미나탈에 두 개의 분리된 포크타이(프로이덴베르성과 라가츠성)가 있었다. 이후, 보호권은 베르덴베르크-자르간스와 베르덴베르크-하일리겐베르크 백작에게 넘어갔다. 1397년에 수도원은 다시 포그타이를 사들였고, 1408년에 루프레히트 왕은 수도원에 자신의 보호자를 선택할 수 있는 특권을 부여했다.
자르간스 백국령을 구스위스 연방의 공유지로 인수한 후 수도원은 자르간스와 8개 지역 동맹- 베른 사이의 콘도미니엄에 있는 스위스 보호령이 되었다. 수도원은 슈바벤 전쟁과 개신교 종교개혁의 혼란과 이 지역을 휩쓴 전반적인 재정적, 정치적 어려움에 휘말렸다. 수도원장 요한 하이더(1586–1600)는 잠시 수도원의 원래 위치를 복원했지만, 그의 후임자들 아래 상황이 악화되어 스위스 연방이 수도원의 관리를 인수했다.

### 17세기

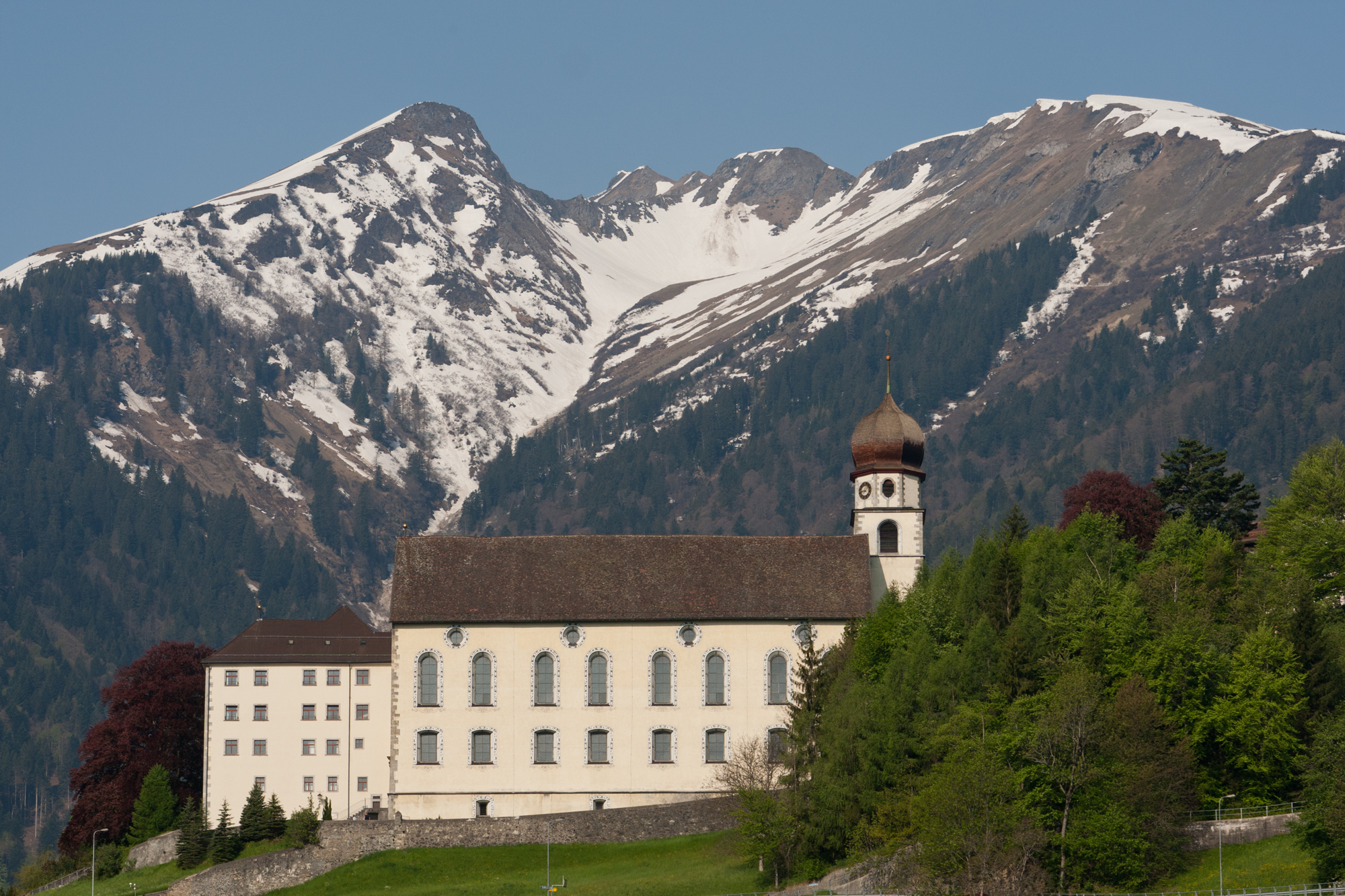
페퍼스 수도원과 알프스산맥

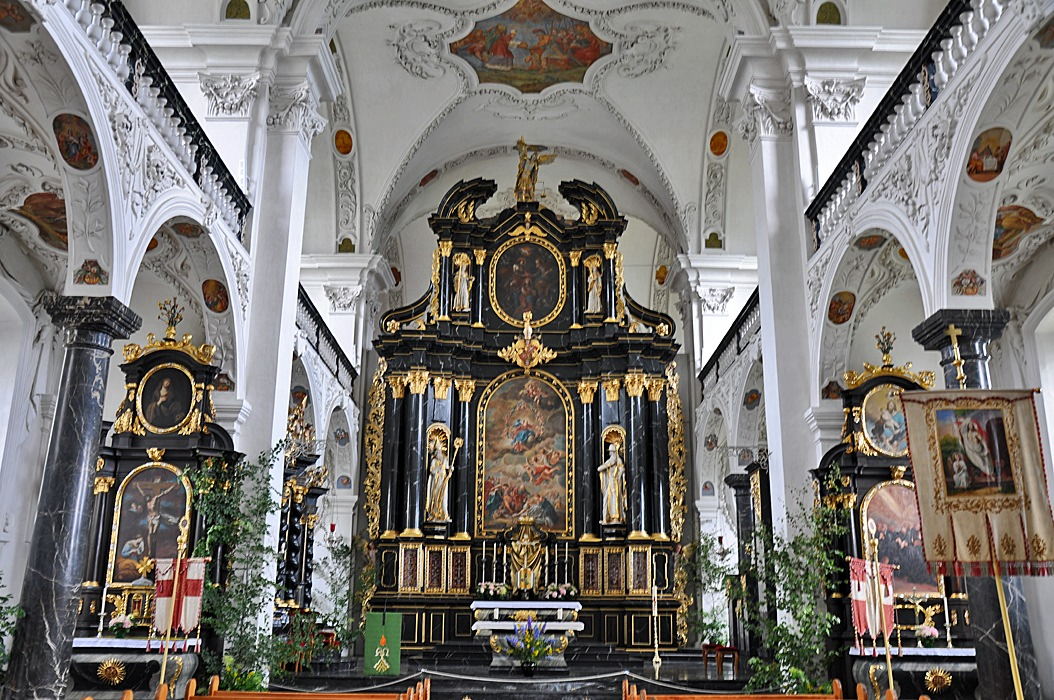
페퍼스 수도원의 바로크 양식 교회 인테리어

1665년 화재로 중세 수도원과 교회가 파괴되었다. 1672년, 수도원장 유투스 친크는 요한 제로와 주글리오 바르비에레가 수도원을 바로크 양식으로 재건하는 계획을 발표했다. 현재의 지배적인 위치에 있는 산 경사면에 더 가깝고 첫 번째 방은 1674년에 점거할 준비가 되어 있기 때문이다. 비참한 재정 상황으로 인해 친크 대수도원장은 1676년에 강제로 사임했고, 베네딕토회의 스위스 회중에게 통제권을 넘겼다. 그의 후계자인 보니파체 1세 추프 대수도원장은 재정 회복을 관리하고, 1694년에 건축을 완료했으며, 같은 해에 새로운 수도원 교회가 헌납되었다.

### 18세기
대수도원장 선출은 1734년 취리히(수도원에 대한 콘도미니엄을 가진 스위스 주 중 하나)가 대수도원장 암브로시우스 뮐러의 선출을 확인하는 것을 거부하면서 논란을 일으켰다. 따라서 요한 야콥 슈처는 수도원의 왕실 특권을 조사하라는 위임을 받았다. 수도원의 권리를 확인하는 제국과 교황의 문서 중 일부는 17세기 위조품으로 확인되었다. 1738년 타크자충에서의 협상은 마침내 페퍼스, 베티스, 팔렌스 및 라가츠의 지자체에 대한 수도원의 권리를 확인했다.
1794년 수도원의 신민들의 반란을 일으켰지만, 자르간스 포크트에 의해 진압되었다. 1798년 11월 11일, 프랑스 혁명 전쟁 동안 자르간스 백국령은 연방에 의해 해방되었고, 베네틱스 보히슬러 대수도원장은 비슷한 방식으로 그의 신민들을 해방시켜야 했다. 프랑스 침공 후 수도원은 폐지되고, 부분적으로 파괴되었다. 1801년에 수도원장은 몇몇 형제들과 함께 돌아왔고, 1803년에는 장크트갈렌주의 설립 이후 수도원이 공식적으로 복원되었다.

### 19세기
재정적 어려움으로 인해 수도원의 마지막 대수도원장인 플라치두스 피스터는 수도원의 세속화를 요청했고, 교황 그레고리오 16세는 1838년 3월 20일자 서한에서 이에 동의했다. 1838년 11월 20일 장크트갈렌주의 대평의회는 수도원을 세속화하고 자산을 제거해야 했다. 가톨릭 교회는 1839년 11월 장크트갈렌에 자산을 양도했지만, 헛수고였다. 1845년 11월 14일, 수도원 건물에 오늘날의 장크트 피어민스베르크 정신병원인 장크트 피어민스베르크 주립 정신 병원이 설립되었다. 수도원의 귀중한 공예품은 경매를 통해 전 세계 박물관으로 흩어졌다. 볼푸르트의 콘라트 폰 리터는 13세기 수도원에서 만들어진 유명한 볼푸르터컵(Wolfurter Kelch)을 소유했다. 1853년에 수도원의 기록 보관소는 장크트갈 수도원의 기록 보관소인 슈티프트스 아카이브 장크트갈렌으로 넘어갔다.
1619년부터 1845년까지 대제사장 니콜로 루스카의 유골은 페퍼스 수도원에 보관되었다. 그는 당시 시복 후보로 지명되었다. 오늘날 이 유물은 발텔리나에 있는 존드리오 대성당에 있다.